# Sainte-Hélène-Bondeville
Sainte-Hélène-Bondeville település Franciaországban, Seine-Maritime megyében. Lakosainak száma 698 fő (2022. január 1.). Sainte-Hélène-Bondeville Angerville-la-Martel, Colleville, Écretteville-sur-Mer, Életot és Senneville-sur-Fécamp községekkel határos.

## Népesség
A település népessége az elmúlt években az alábbi módon változott:
| Lakosok száma | 689  | 694  | 712  | 709  | 716  | 720  | 732  | 715  | 698  |
|               | 2013 | 2015 | 2016 | 2017 | 2018 | 2019 | 2020 | 2021 | 2022 |